# 麥庫爾 (馬里蘭州)
麥庫爾（英語：McCoole）是位於美國馬里蘭州亞利加尼縣的一個普查規定居民點。麥庫爾位於美國220號公路和馬裡蘭州135號公路東端的交匯處。 在1903年至1911年，麥庫爾擁有自己的郵局。

## 人口
根據2020年美國人口普查的數據，麥庫爾的面積為3.64平方千米，當中陸地面積為3.64平方千米，而水域面積為0.00平方千米。當地共有人口449人，而人口密度為每平方千米123.35人。